# Western Mail
Western Mail или Вестерн Мэйл — ежедневный таблоид, выпускаемый компанией «Медиа Уэльс» (англ. Media Wales Ltd.) в Кардиффе, принадлежит крупнейшему британскому издательству Trinity Mirror.
Хотя Вестерн Мэйл позиционирует себя как национальная газета Уэльса (первоначально — национальная газета Уэльса и Монмутшира), её тираж в Северном Уэльсе весьма ограничен.

## История
Газета Вестерн Мэйл была основана в Кардиффе в 1869 году Джоном Крайтоном-Стюартом, 3-м маркизом Бьют. Газета выходила ежедневно и стоила 1 пенни.
Ласселлс Карр (англ. Lascelles Carr), занимавший пост главного редактора с момента основания газеты, и валлийский писатель Дэниел Оуэн (англ. en:Daniel Owen) выкупили её в 1877 году. Но Вестерн Мэйл всё равно была связана с её первоначальными владельцами, промышленниками угольной и металлургической отраслей. И так как такая связь между изданием и владельцами была слишком крепка, во время сокращения экспортных рынков и началом упадка уэльской угольной и металлургической промышленности (30-е годы XX века), что повлекло за собой забастовки рабочих, как к самой газете относились с враждебностью, так и к отдельным статьям, написанным в Южном Уэльсе, относились с недоверием.
С другой стороны (и особенно после передачи), Вестерн Мэйл приобрела более популистскую направленность, предпринимались попытки сделать валлийский акцент на основных событиях и новостях. В частности, подчёркивались вопросы о закрытии школ с изучением валлийского языка, много внимания уделялось охвату событий валлийского регби.
Со временем объём пространства, отданного под статьи на валлийском, уменьшился, но даже в настоящее время по крайней мере две полные страниц субботнего выпуска печатаются на валлийском.
В 2004 году формат Вестерн Мэйл был уменьшен. До этого газета выходила на листах A2, так называемый формат broadsheet (600 × 375 мм), а теперь выходит в компактном формате.